# Foum Toub
Foum Toub (em árabe: فم الطوب) é uma cidade localizada na província de Batna, no noroeste da Argélia. Sua população era de 6 025 habitantes, em 2008.